# Valéry Giscard d'Estaing
Valéry Giscard d'Estaing (; n. 2 februarie 1926, Koblenz, Republica de la Weimar – d. 2 decembrie 2020, Authon, Centre-Val de Loire, Franța) a fost un politician francez, care a fost între 1974 și 1981 președinte al Franței. A fost membru al Academiei Franceze.
Pe 2 ianuarie 1956 a fost ales parlamentar în Adunarea Națională. Din 1962 până în 1966 a fost ministru de finanțe al Franței, ca și între 1969 și 1974.
A fost președintele Convenției Europene, care s-a ocupat cu redactarea articolelor Tratatului constituțional european. Pentru aceasta a primit în anul 2003 Premiul Carol cel Mare al orașului Aachen.